# Elliott Coues
Elliott Coues (9 de septiembre de 1842 - 25 de diciembre de 1899) fue un cirujano del ejército estadounidense, historiador, ornitólogo y autor.

## Biografía
Coues (se pronuncia Caus) nació en Portsmouth (Nuevo Hampshire). Se graduó en la Universidad de Columbia, (ahora, George Washington University) Washington D. C., en 1861, y en la Escuela Médica de esa institución en 1863. Sirvió como cadete médico en Washington en 1862-1863, y en 1864 fue designado cirujano-asistente en el ejército regular. En 1872 publicó su Key to North American Birds, (Clave para las aves norteamericanas), la cual, revisada y reescrita en 1884 y 1901, hizo mucho para promover el estudio sistemático de la ornitología en Estados Unidos. Su trabajo contribuyó al establecimiento de los estándares actualmente aceptados de nomenclatura trinomial —clasificación taxonómica de subespecies— en ornitología, y posteriormente en toda la zoología. En 1873-1876 Coues fue asignado como cirujano y naturalista a la Comisión de la Frontera Norte de Estados Unidos, y en 1876-1880 fue secretario y naturalista del Levantamiento Geográfico y Geológico de los Territorios de Estados Unidos, del cual él editó su publicación. Fue conferencista sobre anatomía en la escuela médica de la Columbian University en 1877-1882, y profesor de anatomía allí en 1882-1887.
Fue un bibliógrafo cuidadoso y en su trabajo sobre las Birds of the Colorado Valley (Aves del Valle del Colorado) el incluyó una sección especial sobre las golondrinas e intentó resolver si migraban en invierno o hibernaban bajo los lagos como se creía en aquel tiempo:

Yo no he visto nunca nada por el estilo, ni he sabido de alguien que lo haya visto; consecuentemente, no sé nada sobre el caso más que lo que he leído sobre esto. Pero no tengo medios para refutar la evidencia, y consecuentemente no puedo rechazar reconocer su validez. Ni tengo nada para urgir en contra de ella, más allá del grado de incredibilidad que se adosa a alegaciones altamente excepcionales e improbables en general, y en particular la dificultad de entender la alegada inmediatez de la transición de la actividad al adormecimiento. Yo no puedo considerar la evidencia como inadmisible, y debo admitir que los hechos alegados están también testificados, de acuerdo con las reglas ordinarias de evidencia, como cualquiera en ornitología. No tiene utilidad tampoco como anticientífico el menosprecio la noción. Los hechos aseverados son casi idénticos a los conocidos casos de muchos reptiles y batracios. Son sorprendentemente como los casos conocidos de muchos murciélagos. Ellos concuerdan en general con las condiciones reconocidas de hibernación en muchos mamíferos.
Birds of the Colorado Valley (1878), Chapter XIV.

Renunció al ejército en 1881 para dedicarse enteramente a la investigación científica. Fue un fundador de la American Ornithologists' Union, y editó su órgano The Auk, y otros varios periódicos ornitológicos. Murió en Baltimore, Maryland.
Además de la ornitología hizo trabajos valiosos en mamalogía; su libro Fur-Bearing Animals (1877) que fue distinguido por la exactitud y lo exhaustivo de sus descripciones de especies, varias de las cuales ya se estaban volviendo raras.
Tomó interés en el espiritualismo y comenzó especulaciones en teosofía. Sintió la inadecuación de la ciencia ortodoxa formal en el tratamiento de los profundos problemas de la vida humana y el destino. Convencido por los principios de la evolución de Darwin, creyó que esos principios debían ser posibles de aplicarse en la investigación síquica y propuso usarlos para explicar fenómenos oscuros tales como el hipnotismo, la clarividencia, la telepatía y similares. Para esto visitó a Madame Blavatsky en Europa. Fundó entonces la Sociedad Teosófica Gnóstica de Washington, y en 1890 fue nombrado presidente de la Sociedad Teosófica Esotérica de Estados Unidos. Alrededor de esas fechas él también se casó con Blavatsky y perdió su interés en el movimiento teosófico.
Entre las más importantes de sus publicaciones, en varias de las cuales tuvo colaboraciones, son: A Field Ornithology (Una Ornitología de Campo, 1874); Birds of the North-west (Aves del Nordeste, 1874); Monographs on North American Rodentia (Monografías sobre Rodentia Norteamericanos), con J. A. Allen (1877); Birds of the Colorado Valley (Aves del Valle del Colorado, 1878); A Bibliography of Ornithology (Una Bibliografía de Ornitología, 1878-1880, incompleta); New England Bird Life (Vida Aviar de Nueva Inglaterra, 1881); A Dictionary and Check List of North American Birds (Un Diccionario y Lista de Control de Aves Norteamericanas,1882); Biogen, A Speculation on the Origin and Motive of Life (Biogen, Una Especulación sobre el Origen y los Motivos de la Vida, 1884); The Daemon of Darwin (El Demonio de Darwin,1884); Can Matter Think? (¿Puede la Materia Pensar?, 1886); y Neuro-Myology (Neuro-Miología, 1887). Contribuyó también con muchos artículos para el Century Dictionary, escribió para varias enciclopedias, y editó los Journals of Lewis and Clark (Diarios de Lewis y Clark, 1893), The Travels of Zebulon M. Pike (Los Viajes de Zebulon M. Pike, 1895) y "la narración personal de Charles Larpenteur", Forty Years a Fur Trader on the Upper Missouri (Cuarenta Años un Comerciante de Pieles del Misuri Superior, 1833-1872), publicado en 1898.

## Abreviatura
La abreviatura Coues se emplea para indicar a Elliott Coues como autoridad en la descripción y taxonomía en zoología.